# مايك ديفيس (تنس)
مايك ديفيس (بالإنجليزية: Mike Davies)‏ مواليد 9 يناير 1936 في سوانزي - الوفاة 2 نوفمبر 2015 في ساراسوتا، فلوريدا، الولايات المتحدة، كان لاعب كرة مضرب ويلزي بدأ مسيرته كمحترف سنة 1960 وكان يلعب باليد اليمنى، اعتزل اللعب في 1969.

## النهائيات

### الزوجي (الوصافة 1)
| الحصيلة | السنة | البطولة  | الشريك      | المنافس في النهائي           | النتيجة في النهائي |
| ------- | ----- | -------- | ----------- | ---------------------------- | ------------------ |
| الوصافة | 1960  | ويمبلدون | بوبي ويلسون | دينيس رالستون رافائيل أوسونا | 5–7, 3–6, 8–10     |

## روابط خارجية
- مايك ديفيس على موقع رابطة محترفي التنس (الإنجليزية)
- مايك ديفيس على موقع الاتحاد الدولي لكرة المضرب (الإنجليزية)
- مايك ديفيس على موقع كأس ديفيز (الإنجليزية)
- مايك ديفيس على موقع قاعة مشاهير كرة المضرب الدولية (الإنجليزية)
- مايك ديفيس على موقع خلاصة التنس.كوم (الإنجليزية)